# محمد كامارا (لاعب كرة قدم مواليد 1999)
محمد كامارا هو لاعب كرة قدم غيني، ولد في 9 يوليو 1999.